# Sens & santé
Sens & santé est un magazine français à parution bimestrielle fondé en 2017 et disparu en 2019. D'une centaine de page, cette publication fut située au « croisement de la recherche scientifique, des médecines complémentaires et de l'art de vivre ».

## Rédaction
Issu d'une collaboration entre le Groupe le Monde et pure player Doctissimo, propriété du groupe Lagardère, le magazine fut rédigé par des journalistes, des médecins, des chercheurs, des thérapeutes, etc. La rédaction en chef en fut assurée par Elisabeth Marshall.

## Diffusion

### Papier
À son lancement, Sens & santé visait une diffusion comprise entre 30 000 et 50 000 exemplaires. Son tirage de lancement était de 100 000 exemplaires. Il s'arrêta après trois ans de publication du fait d'une diffusion insuffisante pour lui permettre de produire un magazine de qualité.

### Numérique
Le magazine a disposé d'applications gratuites pour Android et iOS.

## Éditeur
Sens & santé fut édité par Malesherbes Publications, filiale du Groupe le Monde.